# احمد مدحت
احمد مدحت (۱۸۴۴–۲۸ دسامبر ۱۹۱۲) روزنامه‌نگار، نویسنده، مترجم و ناشر عثمانی در دوره تنظیمات بود. او در آثارش به احمد مدحت افندی شناخته می‌شد تا خود را از سیاستمدار معاصرش، مدحت پاشا، متمایز کند. احمت میتهات افندی نام خود را از احمد شفیک میتهات پاشا گرفت چراکه مدتی به عنوان سردبیر رسمی روزنامه او، ولایت دانوب، کار می‌کرد.
گرایش سیاسی او در مقایسه با نویسندگانی چون نامق کمال، محافظه‌کارانه‌تر بود و نویسنده‌ای پرکار بود که بیش از ۲۵۰ اثر او به جای مانده‌است. از سال ۱۸۷۸ به بعد، احمت میتهات انتشار روزنامهٔ مترجم حقیقت (Tercüman-ı Hakikat را آغاز کرد.
سردبیری و انتشار ترجمه کارهای اولگا لبدوا از ادبیات روسی به ترکی توسط احمت میتهات، مقدمه‌ای بود برای ترجمه کارهای دیگر نویسندگان روس مانند تولستوی، لرمانتوف و پوشکین و شناخت آنها به مخاطبان ترک. علاوه بر این، او حامی و مدرس فاطمه عالیه، یکی از مشهورترین نویسندگان زن عثمانی نیز بود.

### رمان‌ها
- ''Hasan Mellâh yâhud Sır İçinde Esrar'' (۱۸۷۴)
- ''Dünyaya İkinci Geliş yâhut İstanbul’da Neler Olmuş'' (۱۸۷۵)
- ''Hüseyin Fellah'' (۱۸۷۵)
- ''Felâtun Bey ile Râkım Efendi'' (۱۸۷۵)
- ''Karı-Koca Masalı'' (۱۸۷۵)
- ''Paris'de Bir Türk'' (۱۸۷۶)
- ''Çengi'' (۱۸۷۷)
- ''Süleyman Musûlî'' (۱۸۷۷)
- ''Yeryüzünde Bir Melek'' (۱۸۷۹)
- ''Henüz On Yedi Yaşında'' (۱۸۸۱)
- ''Karnaval'' (۱۸۸۱)
- ''Amiral Bing'' (۱۸۸۱)
- ''Vah!'' (۱۸۸۲)
- ''Acâib-i Âlem'' (۱۸۸۲)
- ''Dürdâne Hanım'' (۱۸۸۲)
- ''Esrâr-ı Cinâyât'' (۱۸۸۴)
- ''Cellâd'' (۱۸۸۴)
- ''Volter Yirmi Yaşında'' (۱۸۸۴)
- ''Hayret'' (۱۸۸۵)
- ''Cinli Han'' (۱۸۸۵)
- ''Çingene'' (۱۸۸۶)
- ''Demir Bey yâhud İnkişâf-ı Esrâr'' (۱۸۸۷)
- ''Fennî Bir Roman Yâhud Amerika Doktorları'' (۱۸۸۸)
- ''Haydut Montari'' (۱۸۸۸)

### داستان‌ها
- Kıssadan Hisse (۱۸۷۰)
- Letâif-i rivayat (یادداشت‌ها: اولین داستان در ادبیات ترکیه)